# Lebiediewka (obwód kurski)
Lebiediewka (ros. Лебедевка) – wieś (ros. село, trb. sieło) w zachodniej Rosji, w sielsowiecie swierdlikowskim rejonu sudżańskiego w obwodzie kurskim.

## Geografia
Miejscowość położona jest nad rzeką Łoknia, 4,5 km od granicy z Ukrainą, 4,5 km od centrum administracyjnego sielsowietu swierdlikowskiego (Swierdlikowo), 10 km od centrum administracyjnego rejonu (Sudża), 88 km od Kurska.
W granicach miejscowości znajdują się ulice: Cerkowszczina, Djakowka, Kalinowszczina, Mołatowka, Puszczaiwka, Zagriebielje.

## Historia
Pierwsze wzmianki o wsi pojawiły się w pierwszej połowie XVII wieku, a mieszkańcami tegoż w zdecydowanej większości byli Ukraińcy, o czym świadczą ich nazwiska: Suchoiwanienko, Żełtonożenko, Kowtunienko, Szablickij. W mowie potocznej przetrwały „ukrainizmy”, a w sztuce ludowej – ukraińskie pieśni.
Do roku 2010 Lebiediewka była centrum administracyjnym sielsowietu lebiediewskiego. Po reformie, w wyniku którego tenże sielsowiet stał się częścią sielsowietu swierdlikowskiego, miejscowość straciła na znaczeniu na rzecz Swierdlikowa.

## Demografia
W 2010 r. miejscowość zamieszkiwało 327 osób.